# Gianluigi Chirizzi
Gianluigi Chirizzi es el nombre de un actor nacido en 1944, en Sicilia, Italia. Su trabajo más destacado fue en Le notti del terrore, una película de terror dirigida por Andrea Bianchi en 1981, siendo ésta su última aparición en el cine. 

## Biografía
Nacido en 1944, en Sicilia, Italia, Chirizzi tomó clases de teatro en su juventud y en 1972 debutó en la película Roma, dirigida por Federico Fellini. Al año siguiente tuvo un papel importante interpretando a Nuccio en Malizia, dirigida por Salvatore Samperi. Chirizzi destacó también por su actuación en películas eróticas italianas. Entre 1979 e inicios de los ochenta, Chirizzi apareció en varias películas de Andrea Bianchi: su papel de Mark en Le notti del terrore, junto a la actriz y modelo Karin Well, supuso el final de su carrera interpretativa.

## Filmografía
- (1972) Roma - Filippetto
- (1973) Malizia - Nuccio
- (1974) Nipoti miei diletti - Ipolito
- (1974) La ragazzina - 1974
- (1975) Blue Jeans - Sergio Prandi
- (1979) La ragazza del vagone letto - Peter
- (1981) Le notti del terrore - Mark